# Chiesa di San Giuseppe (Foggia)
La chiesa di San Giuseppe è una chiesa di Foggia, sita in via Manzoni; non va confusa con la Chiesa di San Giuseppe Artigiano.
La chiesa venne costruita nel 1742, a spese della Pia Unione di San Giuseppe (1694), formata in maggioranza da falegnami. Di modeste dimensioni, ha motivi architettonici d'ispirazione barocca. L'interno è a navata unica e vi sono numerosi dipinti del pittore Guido Grilli, soprattutto raffiguranti soggetti sacri. Al di sotto del pavimento vi è la cripta.